# IC 1214
IC 1214 ist eine Linsenförmige Galaxie vom Hubble-Typ S0/a im Sternbild Drache am Nordsternhimmel. Sie ist schätzungsweise 321 Millionen Lichtjahre von der Milchstraße entfernt und hat einen Durchmesser von etwa 130.000 Lichtjahren.
Im selben Himmelsareal befindet sich u. a. die Galaxie NGC 6135.
Das Objekt wurde am 2. Juli 1888 von Lewis Swift entdeckt.